# Noel Noel-Buxton, 1. Baron Noel-Buxton

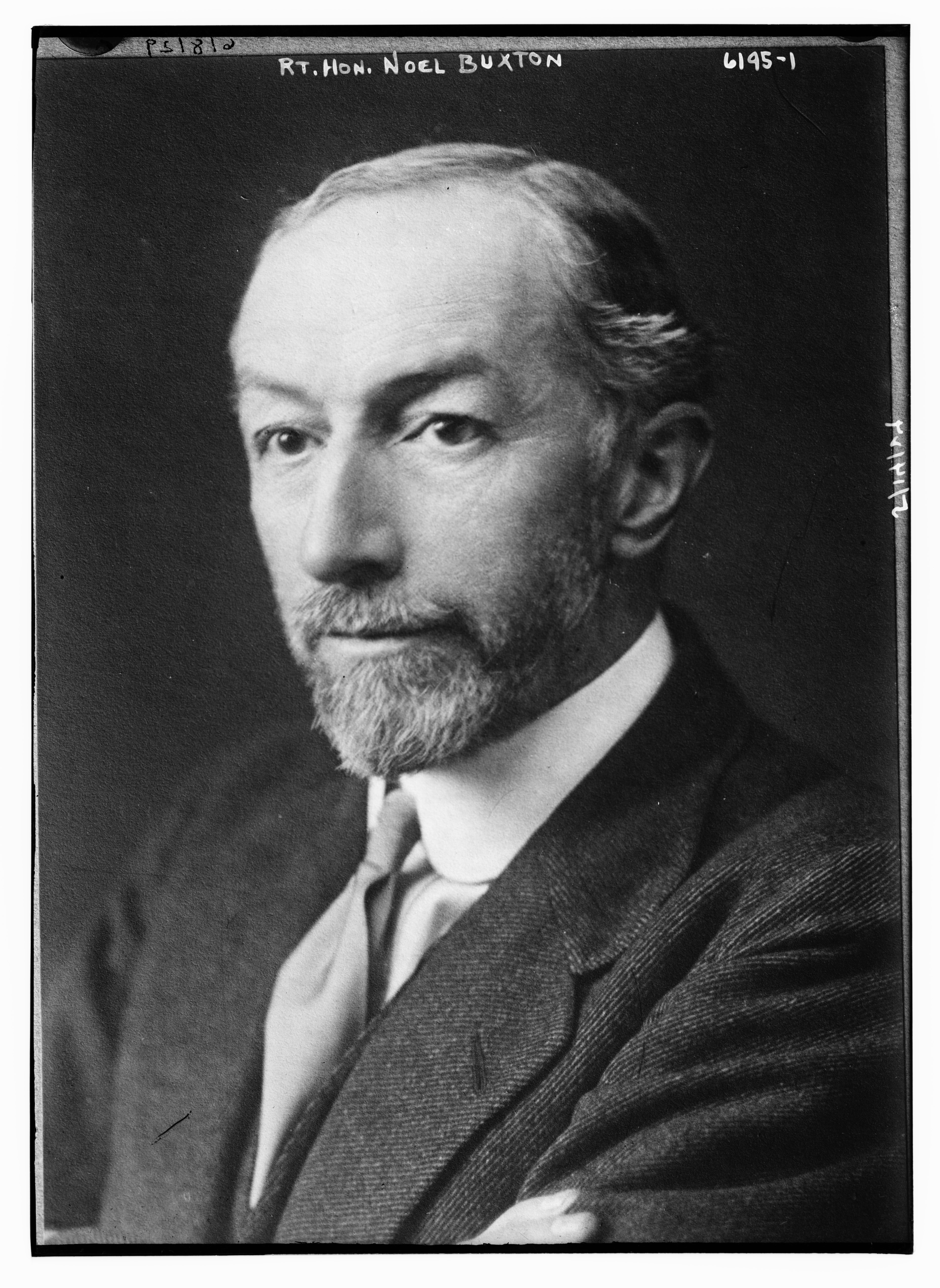
Noel Noel-Buxton, 1. Baron Noel-Buxton

Noel Edward Noel-Buxton, 1. Baron Noel-Buxton, PC (* 9. Januar 1869 in London; † 12. September 1948 ebenda) war ein britischer Politiker der Liberal Party sowie später der Labour Party, der mit Unterbrechungen 17 Jahre lang Mitglied des Unterhauses (House of Commons) sowie 1924 und erneut zwischen 1924 und 1929 Minister für Landwirtschaft und Fischerei war. 1930 wurde er als Baron Noel-Buxton zum erblichen Peer erhoben und gehörte damit bis zu seinem Tode dem Oberhaus (House of Lords) an.

## Leben

### Familiäre Herkunft und erfolglose Unterhauskandidatur 1900
Noel Edward Buxton war eines von zehn Kindern und der zweitälteste Sohn von Sir Thomas Buxton, 3. Baronet, der zwischen 1865 und 1869 ebenfalls Abgeordneter des Unterhauses sowie von 1895 bis 1899 Gouverneur von South Australia war, sowie dessen Ehefrau Lady Victoria Noel, eine Tochter von Charles Noel, 1. Earl of Gainsborough. Sein älterer Bruder Thomas Buxton, 4. Baronet erbte 1915 den Titel als 4. Baronet, of Belfield in the County of Dorset. Seine ältere Schwester Edith Frances Buxton war mit Walter Hepburne-Scott, 9. Lord Polwarth verheiratet. Auch sein jüngerer Bruder Charles Roden Buxton war zeitweise Abgeordneter des Unterhauses, während sein anderer jüngerer Bruder Harold Jocelyn Buxton Geistlicher der Church of England sowie zwischen 1933 und 1947 Bischof der Church of England in Gibraltar war. Der jüngste Bruder war der Offizier und Rechtsanwalt Leland William Wilberforce Buxton, Vater von Aubrey Buxton, Baron Buxton of Alsa.
Noel Edward Buxton begann nach dem Besuch der renommierten Harrow School ein Studium am Trinity College der University of Cambridge, das er mit einem Master of Arts (M.A.) beendete. Im Anschluss war er im Regierungsdienst tätig und kandidierte bei der Unterhauswahl 1900 für die Liberal Party im Wahlkreis Ipswich, belegte aber in einem engen Wahlausgang nach dem anderen Kandidaten der Liberal Party Daniel Ford Goddard (4557 Stimmen, 25,9 Prozent) und dem Bewerber der Conservative Party, Charles Dalrymple (4527 Stimmen, 25,8 Prozent) mit 4283 Wählerstimmen (24,4 Prozent) den dritten Platz und lag damit ebenfalls nur knapp vor dem weiteren Kandidaten der konservativen Tories, J. F. P. Rawlinson (4.207 Stimmen, 23,9 Prozent).

### Unterhausabgeordneter
Am 1. Juni 1905 wurde Buxton für die Liberal Party bei einer durch die Erhebung des bisherigen Abgeordneten Ernest William Beckett zum 2. Baron Grimthorpe notwendig gewordenen Nachwahl (By-election) im Wahlkreis Whitby erstmals Mitglied des Unterhauses (House of Commons), verlor diesen Wahlkreis aber bereits bei der darauf folgenden Unterhauswahl am 12. Januar 1906 an den Bruder Becketts und Kandidaten der Conservative Party, Gervase Beckett. Bei der Unterhauswahl am 15. Januar 1910 wurde er wiederum für die Liberal Party im Wahlkreis Norfolk Northern abermals zum Mitglied des Unterhauses gewählt. Dabei konnte er sich mit 5189 Stimmen (53 Prozent) gegen den Kandidaten der Conservative Party Douglas King durchsetzen, auf den 4604 Stimmen (47 Prozent) entfielen. Bei der darauf folgenden Unterhauswahl am 3. Dezember 1910 konnte er diesen Wahlkreis mit 5187 Stimmen (53,6 Prozent) gegen Douglas King verteidigen, der dieses Mal 4491 Wählerstimmen (46,4 Prozent) erhielt. Allerdings verlor er den Wahlkreis bei der Unterhauswahl am 14. Dezember 1918 mit 9061 Stimmen (49,4 Prozent) knapp an den nunmehr für als Independent Unionist kandidierenden King, der 9274 Stimmen (50,6 Prozent) bekam.
Bei der Unterhauswahl am 15. November 1922 wurde Noel Buxton, der mittlerweile zur Labour Party gewechselt war, im Wahlkreis Norfolk Northern mit 12.004 Wählerstimmen (52,2 Prozent) wieder zum Mitglied in das House of Commons gewählt und schlug dieses Mal den Kandidaten der Unionist Party Roger Bowan Crewdson (10.975 Stimmen, 47,8 Prozent). Bei der darauf folgenden Unterhauswahl am 6. Dezember 1923 konnte er den Wahlkreis mit 12.278 Stimmen (57,6 Prozent) gegen den Kandidaten der Unionist Party Brian Smith (9022 Stimmen, 42,4 Prozent) verteidigen. Bei der Unterhauswahl am 29. Oktober 1924 gewann er mit 11.978 Stimmen (48,7 Prozent) abermals den Wahlkreis und setzte sich dabei gegen den Kandidaten der Unionist Party Thomas Cook (9974 Stimmen, 40,6 Prozent) sowie der Liberal Party Maurice Alexander (2637 Stimmen, 10,7 Prozent) durch.

### Minister und Oberhausmitglied

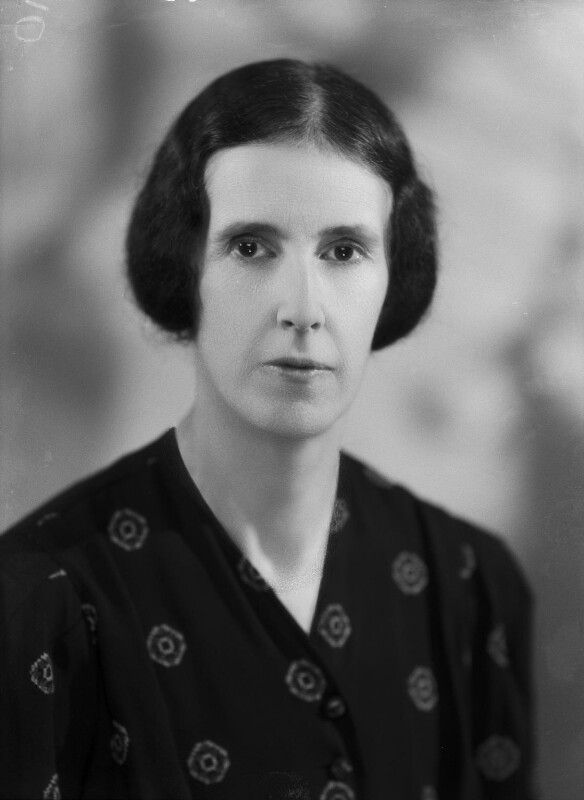
Seine Ehefrau Lucy Noel-Buxton, Baroness Noel-Buxton war zwischen 1930 und 1931 sowie von 1945 bis 1950 ebenfalls Abgeordnete im Unterhaus.

In der ersten Regierung MacDonald fungierte zwischen dem 23. Januar 1924 und dem 4. November 1924 als Minister für Landwirtschaft und Fischerei (Minister of Agriculture and Fisheries). Zudem wurde er am 23. Januar 1924 zum Mitglied des Geheimen Kronrates (Privy Council) berufen. Bei der Unterhauswahl am 30. Mai 1929 wurde er im Wahlkreis Norfolk Northern mit 14.544 Stimmen (47,5 Prozent) letztmals zum Mitglied des House of Commons wiedergewählt und siegte dieses Mal gegen den Unionist-Kandidaten Thomas Cook (12.661 Stimmen, 41,3 Prozent) sowie die Bewerberin der Liberal Party Zelia Hoffman (3407 Stimmen, 11,1 Prozent). In der zweiten Regierung MacDonald wurde er am 8. Juni 1929 erneut Minister für Landwirtschaft und Fischerei und bekleidete dieses Ministeramt bis zu seinem Rücktritt am 5. Juni 1930, woraufhin Christopher Addison seine Nachfolge antrat.
Nach seinem Ausscheiden aus der Regierung legte Buxton am 17. Juni 1930 auch sein Unterhausmandat nieder und wurde darauf durch ein Letters Patent vom 17. Juni 1930 in der Peerage of the United Kingdom als Baron Noel-Buxton, of Aylsham in the County of Norfolk, zum erblichen Peerage erhoben und gehörte damit auf Lebenszeit dem Oberhaus an. Um diesen Titel annehmen zu können, hatte er seinen Familiennamen von „Buxton“ zu „Noel-Buxton“ ändern lassen. Bei der nach seinem Ausscheiden aus dem Unterhaus notwendig gewordenen Nachwahl am 9. Juli 1930 wurde seine Ehefrau Lucy Noel-Buxton, Baroness Noel-Buxton, mit der er seit dem 30. April 1914 verheiratet war, im Wahlkreis Norfolk Northern mit 14.821 Stimmen (50,3 Prozent) zur Abgeordneten in das House of Commons gewählt und setzte sich gegen den nunmehr für die Conservative Party antretenden Thomas Cook durch, der 14.642 Stimmen (49,7 Prozent) erhielt. Allerdings verlor die Baroness Noel-Buxton mit 13.035 Stimmen (39,47 Prozent) den Wahlkreis an Cook bei der Unterhauswahl am 27. Oktober 1931, wobei Cook 19.988 Stimmen (60,53 Prozent) erhielt.

### Ehe und Nachkommen
Aus seiner am 30. April 1914 geschlossenen Ehe mit Lucy Edith Burn, Tochter von Major Henry Pelham Burn und dessen Ehefrau Janet Edith Orr Ewing, gingen sechs Kinder hervor. Bei seinem Tod am 12. September 1948 erbte sein ältester Sohn Rufus Alexander Buxton den Titel als 2. Baron Noel-Buxton. Sein zweiter Sohn Christopher Arthur Noel-Buxton, Lieutenant im Kavallerieregiment 2th Royal Lancers kam am 17. September 1940 bei einem Reitunfall ums Leben, während der dritte Sohn Michael Barnett Noel-Buxton Captain der Royal Artillery und Beamter in der Verwaltung der Kolonie Goldküste war. Die älteste Tochter Lydia Victoria Noel-Buxton verstarb am 10. Oktober 1933 im Alter von 33 Jahren. Weitere Kinder waren die Töchter Jane Elizabeth Buxton und Sarah Edith Noel-Buxton.